# Måndaggkåpa
Måndaggkåpa (Alchemilla semilunaris) är en rosväxtart som beskrevs av Vasilij Vasiljevitj Alechin. Enligt Catalogue of Life ingår måndaggkåpa i släktet daggkåpor och familjen rosväxter, men enligt Dyntaxa är tillhörigheten istället släktet daggkåpor och familjen rosväxter. Arten har ej påträffats i Sverige. Inga underarter finns listade i Catalogue of Life.